# Barney's Hide and Seek Game
Barney's Hide and Seek Game est un jeu vidéo de plates-formes sorti en 1993 sur Mega Drive. Le jeu a été développé par Realtime Associates puis édité par Sega.
Il est basé sur l'émission de télévision pour enfants intitulée Barney.